# Misbaha
|  | No s'ha de confondre amb Msabbaha. |

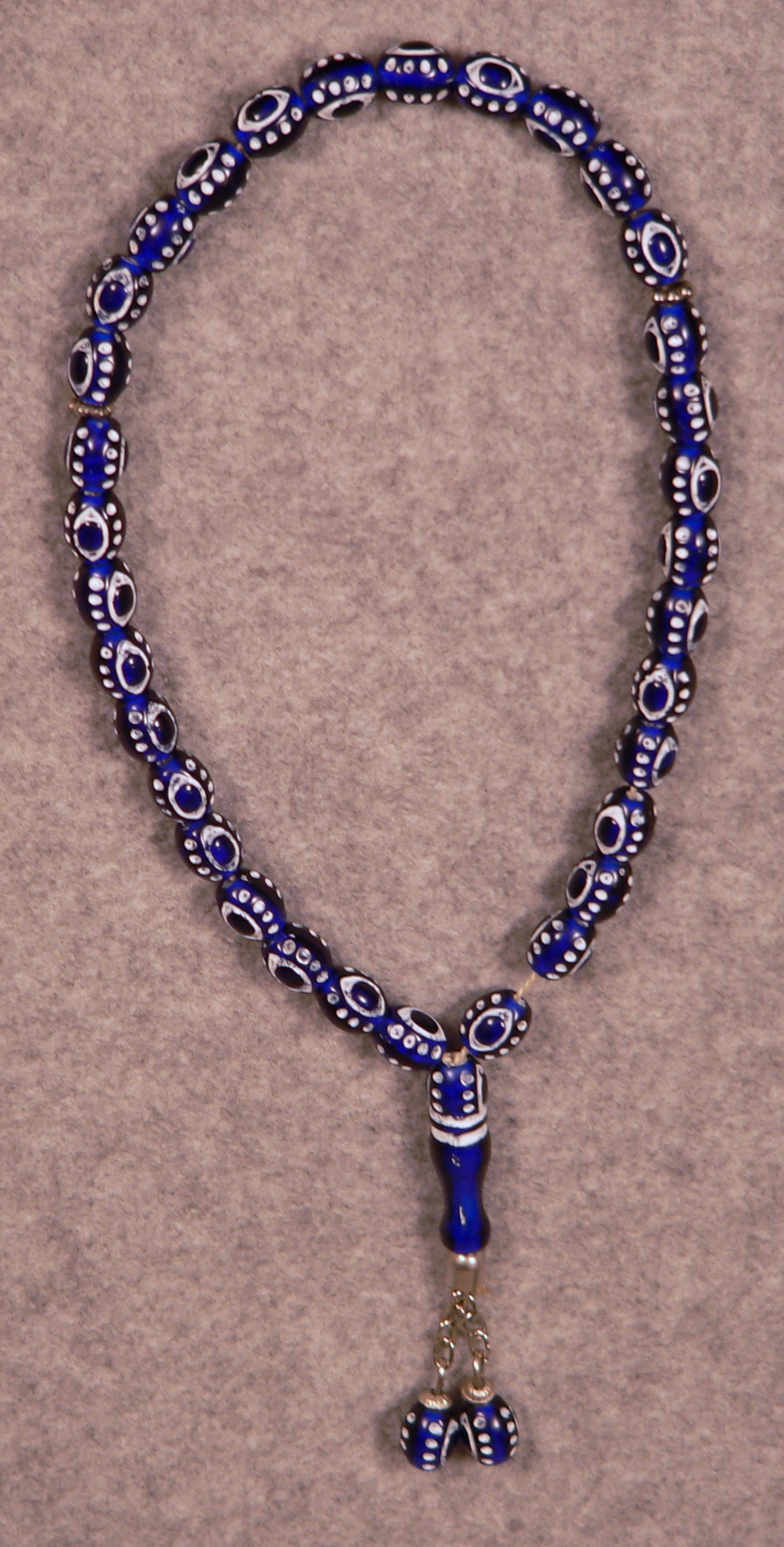
Mishaba

Una mísbaha (àrab: مِسْبَحَة, misbaḥa) o subha (en àrab, kurd i urdú سُبْحَة, subḥa) o un tasbih (en àrab, persa, tadjik o paixtu تَسْبِيح, tasbīḥ) o tespih (en turc, bosnià i albanès) és un collaret de perles o boles que sovint utilitzen els musulmans per a la pràctica del tasbih.
El terme mísbaha també és utilitzat pels àrabs cristians per referir-se al rosari i al cordó d'oració cristians.
La mísbaha també es coneix, en llengües no arabs, particularment en persa, amb el nom de tasbih —que no s'ha de confondre amb la pràctica del tasbih en el dhikr. A Turquia es coneix com a tespih.

## Història

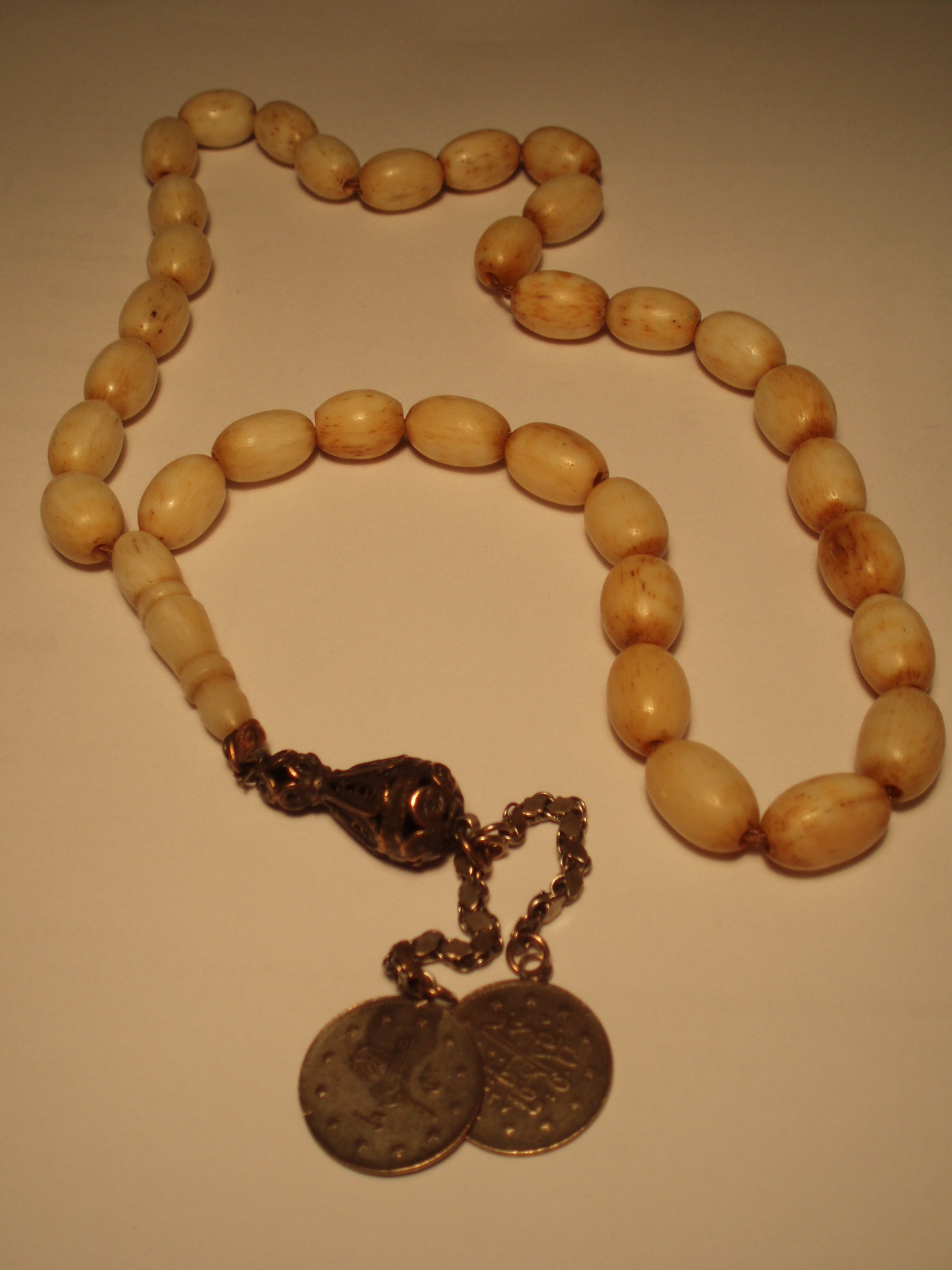
Misbaha

Es creu que a principis de l'era musulmana, per a ajudar-se en el tasbih s'utilitzaven còdols solts o que la gent comptava amb els seus dits.
Al segle xvii, l' al·lama Mohammad Baqer Majlesi va escriure que, després de la batalla de l'Úhud, Fàtima az-Zahrà, la filla menor del profeta Mahoma, visitava el Cementiri dels Màrtirs cada dos o tres dies, i amb les pedres de les sepultures va fer una mísbaha per a Hamza ibn Abd-al-Múttalib. Després d'això, la gent hauria començat a fer i usar la mísbaha.
Alguns hadits declaren el benefici d'usar els dits de la mà dreta per comptar el tasbih.

## Ús
Una misbaha és una eina que s'utilitza com a ajuda per a la glorificació de Déu després de la pregària regular, així com per a dur a terme una forma de dhikr consistent en la recitació dels noms de Déu.
Sovint la mísbaha es compon de boles o perles de fusta o plàstic enfilades en un cordill, però també se'n troben fetes de pedres semiprecioses com la cornalina i l'ònix, o amb pinyols d'oliva, vori, ambre o perles.
En general consisteixen en 99 boles per ajudar a la glorificació de Déu després de les oracions, mitjançant la recitació de 33 takbirs, 33 hàmdales o tamhids i 33 tasbihs, és a dir per a recitar 33 vegades l'expressió «Déu és el més gran», 33 l'expressió «Lloat sigui Déu» i 33 l'expressió «Glòria a Déu», respectivament.
Hom suggereix que les 99 boles també fan referència als noranta-nou noms de Déu.
Les mísbahes més petites consisteixen en 33 boles, en aquest cas es fa tres vegades el recorregut per completar les 99 pregàries. Tanmateix, les mísbaha també poden estar formats per collarets de 100 o 200 boles per ajudar en la pràctica del dhikr de certes confraries sufís.
Les mísbahes també tenen un ús cultural, i es poden usar simplement per reduir l'estrès o com una indicació de l'estatus social.